# 스타 (1968년 영화)
스타(Star!)는 미국에서 제작된 로버트 와이즈 감독의 1968년 영화이다. 줄리 앤드류스 등이 주연으로 출연하였고 사울 채플린 등이 제작에 참여하였다.

## 출연

### 주연
- 줄리 앤드류스
- 리차드 크레나

### 조연
- 마이클 크레그
- 대니얼 매시
- 로버트 리드
- 베릴 레이드
- 존 콜린

## 제작진
- 미술: 보리스 레벤
- 의상: 도널드 브룩스